# Mathematical Tables Project
Pour les articles homonymes, voir MTP.
Le Mathematical Tables Project ou Projet des Tables Mathématiques , est l'une des organisations informatiques les plus importantes et les plus sophistiquées qui fonctionnent avant l'invention de l'ordinateur électronique numérique. Lancé aux États-Unis en 1938 en tant que projet de la Works Progress Administration (WPA), il emploie 450 employés au chômage pour compiler des fonctions mathématiques supérieures, telles que des fonctions exponentielles, des logarithmes et des fonctions trigonométriques. Ces tableaux sont finalement publiés dans un ensemble de 28 volumes par Columbia University Press.

## Histoire
Le groupe est dirigé par un groupe de mathématiciens et de physiciens, dont la plupart n'ont pas réussi à trouver de travail professionnel pendant la Grande Dépression. La leader en mathématiques est Gertrude Blanch, qui vient de terminer son doctorat en mathématiques à l'université Cornell. Elle n'a pas réussi à trouver un poste universitaire et travaille dans une entreprise de photographie avant de rejoindre le projet.
Le directeur administratif est Arnold Lowan, diplômé en physique de l'université Columbia et a passé un an à l'Institute for Advanced Study de Princeton avant de retourner à New York sans emploi. Le mathématicien le plus accompli associé au groupe est peut-être Cornelius Lanczos, qui a autrefois été l'assistant d'Albert Einstein. Il passe un an avec le projet et organise des séminaires sur le calcul et les mathématiques appliquées au bureau du projet à Lower Manhattan.
En plus des tableaux de calcul de fonctions mathématiques, le projet effectue de grands calculs pour les sciences, y compris le physicien Hans Bethe, et effectué des calculs pour divers projets de guerre, notamment des tableaux pour le système de navigation LORAN, des tableaux pour le radar à micro-ondes, des tableaux de bombardement et tableaux de propagation des ondes de choc.
Le projet des tables mathématiques survit à la fin de la WPA en 1943 et continué à fonctionner à New York jusqu'en 1948. À ce stade, environ 25 membres du groupe déménagent à Washington, DC, pour devenir le laboratoire de calcul du Bureau national des normes, aujourd'hui l'National Institute of Standards and Technology (Institut national des normes et de la technologie). Blanch déménage à Los Angeles pour diriger le bureau informatique de l'Institut d'analyse numérique de l'université de Californie à Los Angeles (UCLA) et Arnold Lowan rejoint la faculté de l'université Yeshiva de New York. Le plus grand héritage du projet est le Handbook of Mathematical Functions, qui est publié 16 ans après la dissolution du groupe. Edité par deux vétérans du projet, Milton Abramowitz et Irene Stegun, il devient une référence mathématique et scientifique largement diffusée.